# Granby (gmina Sigtuna)
Granby – miejscowość (tätort) w Szwecji, w regionie administracyjnym (län) Sztokholm, w gminie Sigtuna.
Według danych Szwedzkiego Urzędu Statystycznego liczba ludności wyniosła: 240 (31 grudnia 2015), 299 (31 grudnia 2018) i 312 (31 grudnia 2019).